# جان وولینیک
جان وولینیک (انگلیسی: John Wolyniec؛ زادهٔ ۲۴ ژانویهٔ ۱۹۷۷) بازیکن فوتبال اهل ایالات متحده آمریکا است.
از باشگاه‌هایی که در آن بازی کرده‌است می‌توان به باشگاه فوتبال لس آنجلس گلکسی، باشگاه فوتبال کلمبوس کرو، باشگاه فوتبال نیوانگلند رولوشن، باشگاه فوتبال شیکاگو فایر، و باشگاه فوتبال نیویورک رد بولز اشاره کرد.
وی همچنین در تیم ملی فوتبال ایالات متحده آمریکا بازی کرده‌است.